# I Am Alive
I Am Alive é um jogo eletrônico de sobrevivência desenvolvido pela Ubisoft Shanghai e publicado Ubisoft para lançamento na PlayStation Network e na Xbox Live Arcade. A 23 de Janeiro de 2012 os desenvolvedores anunciaram no Facebook que o jogo estaria disponivel a 7 de Março de 2012 para Xbox 360 tendo sido depois lançado em abril de 2012 na PlayStation Network.
Originalmente desenvolvido pela Darkworks entre 2008 e 2010, a Ubisoft Shanghai, desde então, trabalhou no título.

## Enredo
Um ano após o Evento, um cataclísmico mundial que dizimou quase toda a civilização humana, um homem luta pela sobrevivência numa cidade desolada, enquanto ele tenta se reunir com sua esposa e filha há muito tempo perdidas.

## Jogabilidade
O jogo decorre na cidade fictícia americana de Haventon, um ano após o Evento, um evento cataclísmico mundial que dizimou a maior parte da civilização humana e deixou o mundo em ruínas e quase inabitável, com o solo agora coberto por uma nuvem tóxica de poeira e cinzas. I Am Alive foca-se na insegurança permanente de um mundo agora decadente e perigoso, e nas mais obscuras inclinações da humanidade.
O jogador controla o personagem principal numa perspectiva de terceira pessoa, a câmera muda para primeira pessoa, para apontar e disparar.
Durante encontros com outros sobreviventes, o jogador pode usar diversas táticas para se manter vivo, incluindo o uso de bluff e intimidação por exemplo, apontando uma arma vazia aos hostis, jogar  para surpreender os inimigos com uma faca e matar, ou a realização de mortes em stealth com um arco.
O jogo tem ênfase na escalada e exploração. O jogador irá escalar edifícios destruídos e navegar em áreas de risco. Todo o esforço tem um custo e, ao se envolverem em atividades fisicamente exigentes, tais como escalada, correr ou saltar, é fundamental para gerir a resistência do personagem principal para ele sobreviver. Ao gerir a resistência habilmente os jogadores são recompensados acedendo caminhos escondidos, recursos e outros sobreviventes.
No jogo de sobrevivência também envolve a recolha de recursos escondidos e mantimentos espalhados pela cidade: água, gás, munição, alimentos, remédios, cigarros, ferramentas, equipamentos de escalada, armas e qualquer coisa que o jogador pode recuperar a partir da cidade destruída pode ser usado para manter os principais personagens fortes e saudáveis, ou se mostrar útil na sua busca, permitindo-lhe resgatar as vítimas.
Por causa da ênfase em extrema sobrevivência, a jogabilidade é dura e implacável, às vezes. No entanto, novas tentativas podem ser recolhidas durante todo o jogo, ajudando ou resgatando vítimas, com missões secundárias opcionais para concluir.

## Desenvolvimento

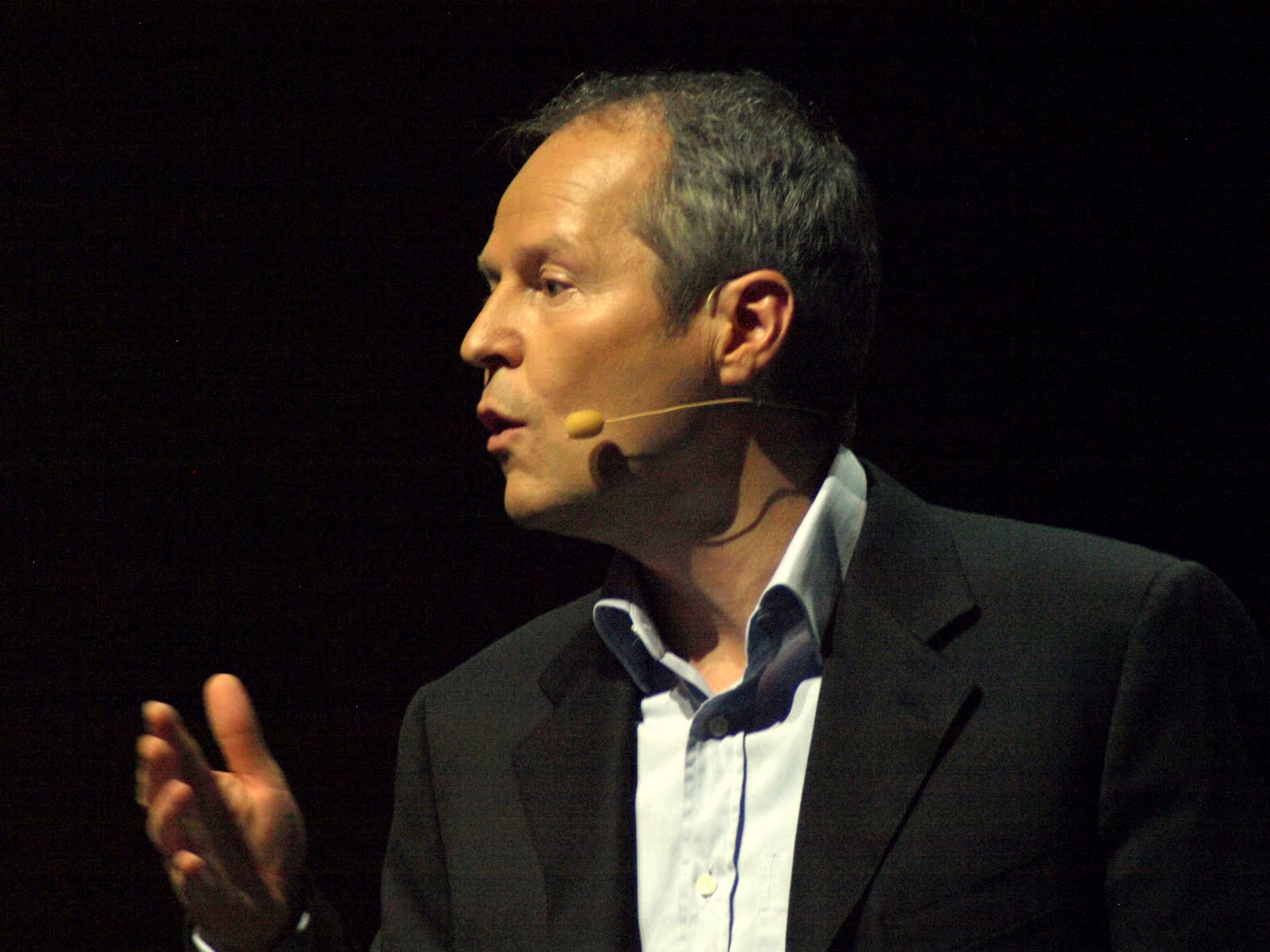
Yves Guillemot, presidente da Ubisoft, durante a E3 2010, realizada em Los Angeles.

O jogo falado por estar em desenvolvimento em julho de 2008, quando foi dito que a produtora de Assassins Creed, Jade Raymond, estava trabalhando num novo jogo, que foi anunciado na E3 de 2008, juntamente com um trailer. Mais tarde foi revelado que Raymond não estava trabalhando no jogo. O desenvolvimento do jogo sofreu atrasos diferentes. Os desenvolvedores originais, Darkworks, anunciou que não estariam a trabalhar nele por mais tempo devido a uma "decisão mútua" e que o estúdio tinha outras obrigações, e que o jogo, ao invés, iria ser concluído no estúdio Ubisoft Shanghai.
Yves Guillemot disse no início de 2010 que o estúdio estava "totalmente a re-desenhar o produto". Elias Toufexis é relatado que iria ter um papel importante no jogo. Em agosto de 2011 um trailer de jogabilidade inédito saiu online. Em maio de 2011, a Ubisoft cancelou uma série de jogos, mas foi revelado que I Am Alive e o titulo Beyond Good & Evil 2 não estavam entre eles, com a Ubisoft simplesmente afirmando que os jogos foram cancelados sem aviso prévio. em 29 de setembro de 2011 um video de anúncio foi lançado para o jogo com uma data de lançamento de "Este Inverno" no final. A 23 de Janeiro de 2012 os desenvolvedores anunciaram no Facebook que o jogo estaria disponivel a 7 de Março de 2012.

## Recepção
A IGN deu a I Am Alive a pontuação de 4.5/10 comentando que o jogo tem boas ideias mas execução pobre, acabando por ser um jogo vazio, frustrante que não vale o tempo e o dinheiro. A GamesRadar atribui uma nota 6/10. GameSpot atribui a pontuação de 8/10. O site GameInformer deu a pontuação de 8.5/10.